# Хасаново (Параньгинський район)
Хаса́ново (рос. Хасаново, марій. Хасан почиҥга) — присілок у складі Параньгинського району Марій Ел, Росія. Входить до складу Русько-Ляжмаринського сільського поселення.

## Населення
Населення — 78 осіб (2010; 96 у 2002).
Національний склад (станом на 2002 рік):
- татари — 97 %